# Iranski rijal
Iranski rijal (ISO 4217: IRR) je službeno sredstvo plaćanja u Iranu. Dijeli se na 100 dinara, a ima i svoju nad-valutu: toman, koji sadrži 10 rijala.
Izdaje ga Središnja banka Irana i to u apoenima kovanica od: 50, 100, 250, 500 i 1000 rijala, te novčanica: 100, 200, 500, 1000, 2000, 5000, 10000, 20000 i 50000 rijala. Zanimljivo je da najveća novčanica od 50000 rijala vrijedi svega 3,5 eura, pa je potrebno mnogo novčanica u gotovinskom platnom prometu.

## Vanjske poveznice
- Središnja banka Irana  Arhivirana inačica izvorne stranice od 16. veljače 2021. (Wayback Machine)